# Clopodia, Timiș

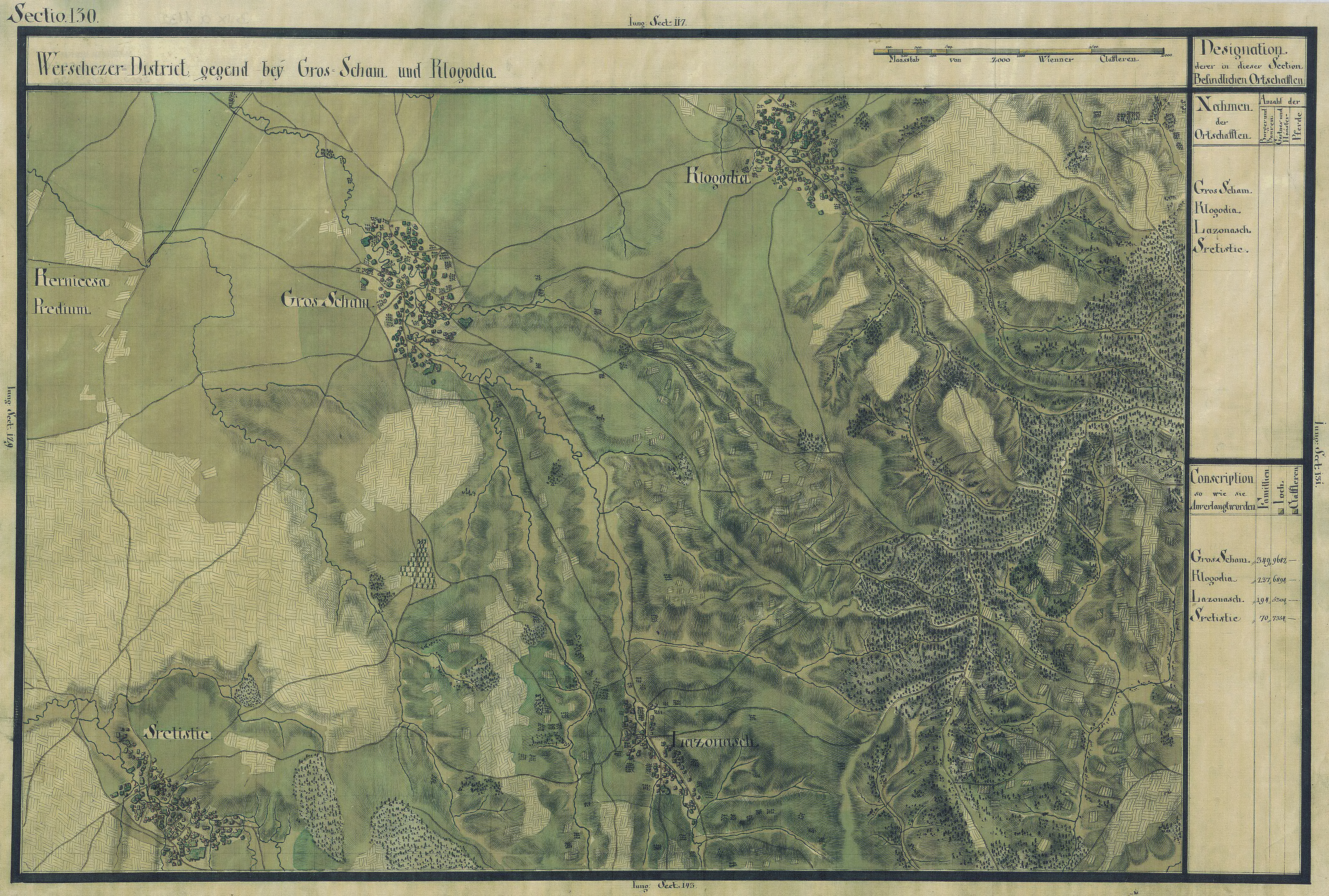
Clopodia în Harta Iosefină a Banatului, 1769-72

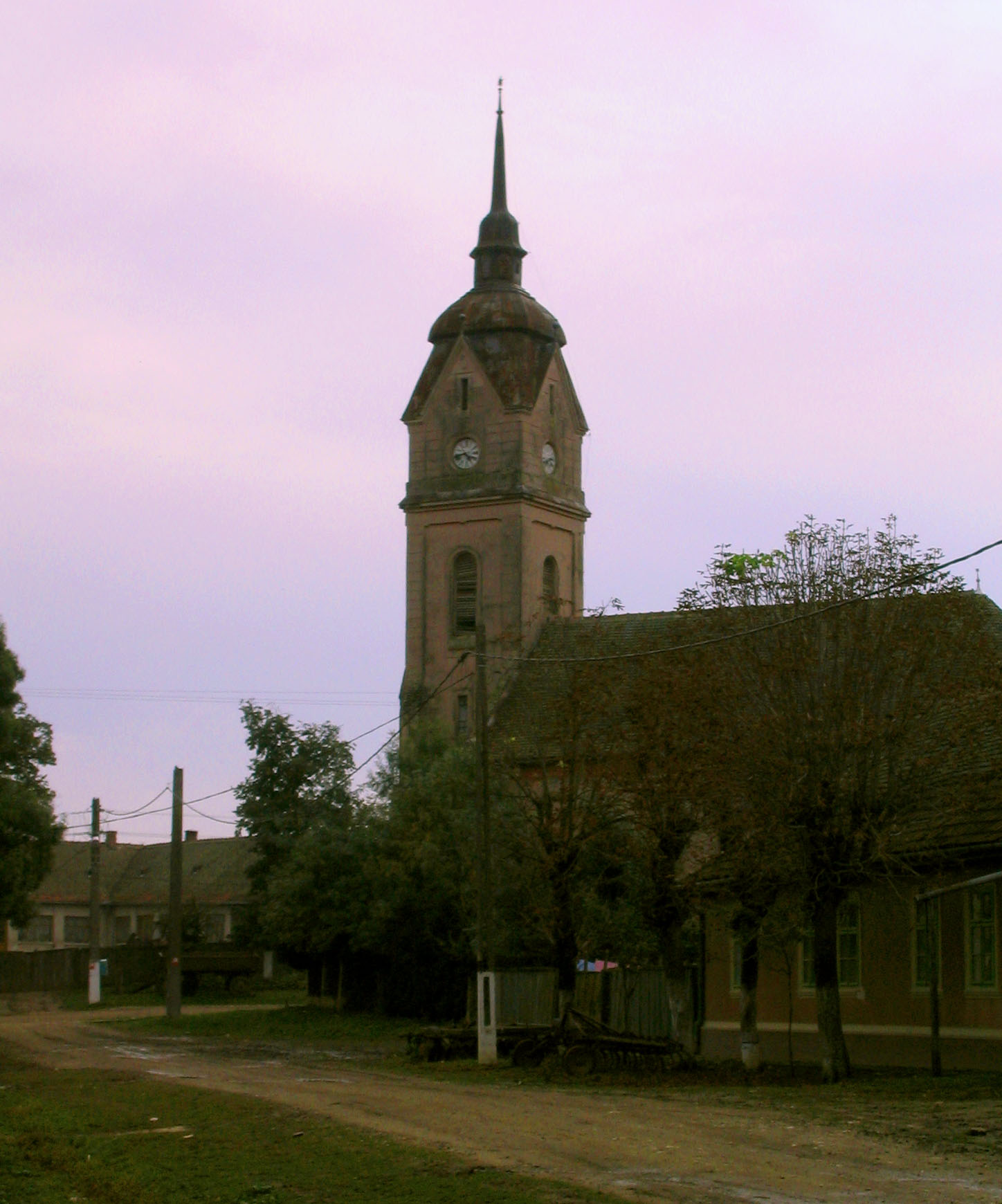
Biserica reformată

Clopodia este un sat în comuna Jamu Mare din județul Timiș, Banat, România. Se află în partea de sud-est a județului, în Câmpia Bârzavei.

## Localizare
Clopodia se situează în sudul județului Timiș, aproape de limita cu județul Caraș-Severin, într-o mică depresiune prin care curge pârâul Clopodia. Puțin mai la sud trece drumul național DN57 de care satul este legat printr-un drum comunal. Prin Clopodia trece și calea ferată Buziaș-Jamu Mare, cu stația CFR „Clopodia”.

## Istorie
Localitatea este atestată documentar pentru prima dată, într-un defter turcesc din 1598, în care apare cu numele de Klopotiva. În perioada medievală, localitatea era românească. Astfel în 1323 este menționată documentar localitatea Bocorundia care s-a desfiintat imediat după cucerirea Banatului de către turci, nemaiexistând în 1579. Catastiful bisericii ortodoxe, astăzi pierdut a menționat acest nume încă din secolul XII. Locuitorii s-au mutat pe locul numit astăzi Clopodia mică. O altă localitate, încorporată în vatra actuală a satului, a fost menționată in 1321 sub denumirea Cech (probabil Tut sau Tzutzu fapt confirmat de existenta unei părți distincte a satului numita Tzutzulești). Până la cucerirea Banatului de austrieci, nu mai este amintită. La conscripția din 1717 reapare menționată cu 42 de case și aparținând districtului Vârșeț. Aici au fost colonizati de către Austro-Ungaria, cehi pemi (1862) și germani swabi (1790). În sat există și azi biserici ale mai multor culte (ortodox, evanghelic, reformat, greco-catolic și romano-catolic). Castelul Wekerle-Petala (conacul Petala), construit în 1840 de catre prim Ministrul Ungariei Sándor Wekerle și declarat monument istoric are un parc cu platani argintii și nuci americani, fiind declarat de asemenea parc dendrologic. Tot în Clopodia se găsește și castelul Manase, ultimul proprietar fiind Manase Iuliu.
În anul 1808,împreună cu alți locuitori din Jamu Mare (Sama) și Surducul Mare, au plecat 106 familii în Banatul de sud-vest, formând satul Petrovasâla.

## Obiective turistice
În Clopodia se află Conacul Wekerle Petala datând din 1840, înscris oficial în lista monumentelor istorice protejate din județul Timiș.
http://www.biserici.org/index.php?menu=BI&code=6746://www.banaterra.eu/romana/files/Istoricul_satelor_jamu_mare_clopodia_si_surducu_mare.pdf